# Krommedijk
De Krommedijk is een grotendeels afgegraven dijk in de stad Dordrecht, in de Nederlandse provincie Zuid-Holland. Hij vormt, of vormde, de grens tussen de Noordpolder en de Oud-Dubbeldamse polder.
De Oud-Dubbeldamse polder werd in de zestiende eeuw bedijkt, toen de gronden rondom Dordrecht, verdwenen bij de Sint-Elisabethsvloed weer begonnen droog te vallen. De Noordpolder volgde niet lang daarna.  Met het aanleggen van die laatste polder, die beschermd werd door de Noordendijk, was de Krommedijk niet langer een primaire waterkering en werd hij een slaperdijk. Een belangrijke verkeerskundige functie kon hij evenmin houden: even ten noorden liep de zogenaamde Reeweg Oost, die in kaarsrechte lijn van Dordrecht naar de kern van Dubbeldam liep.
De Krommedijk begon, en begint nog altijd, tegelijk met de Reeweg Oost, en wel in het verlengde van de Vrieseweg. Vanouds hield hier de eigenlijke grond van de stad Dordrecht op en begonnen de heerlijkheden Te Merwede (noord; sinds 1604 ook Dordts bezit) en Dubbeldam (zuid). De Reeweg volgde de scheidslijn ('ree') tussen beide ambachten; de Krommedijk slingerde zich ten zuiden ervan door Dubbeldams grondgebied, om ten slotte weer met de Reeweg samen te komen. Op dit punt, dicht bij de dorpskom van Dubbeldam, ging de Krommedijk in de Vissersdijk over (op Te Merwes/Dordts grondgebied) en kwam ook de Rechte Zandweg op de Reeweg uit (op Dubbeldams grondgebied). (Later doopte de gemeente Dubbeldam dit deel van de Reeweg om tot 'Haaswijkweg').
In het traject van de Krommedijk is thans moeilijk meer een dijk te herkennen. Het deel dat na de Tweede Wereldoorlog nog bij Dubbeldam hoorde, is grotendeels verdwenen ten bate van in de nieuwbouw van dat dorp. Een klein stukje is bewaard gebleven onder de naam Koedijk; de rest is afgegraven. Eén boerderij aan de Krommedijk bleef staan in de nieuwbouw; deze deed dienst als partycentrum en brandde in de nieuwjaarsnacht van 2004 af. Het deel dat eerder naar Dordrecht was gegaan bestaat nog steeds, en loopt nu door de wijk Reeland. De straat is aan alle kanten bebouwd, uitgezonderd het laatste stuk: hier staat het Sportpark Krommedijk, waarop zich de voetbalvelden van D.F.C. en FC Dordrecht bevinden. Het stadion van FC Dordrecht is inmiddels omgedoopt tot Riwal Hoogwerkers Stadion; in de volksmond wordt echter nog steeds gesproken van '(aan) de Krommedijk'. Een deel van de supportersschare van FC Dordrecht noemt zich de 'Dijkside'.